# Slätthög
Slätthög är kyrkby i Slätthögs socken i Alvesta kommun i Kronobergs län belägen nordväst om Moheda. 
I byn ligger Slätthögs kyrka och Slätthögs förskola.